# Naranammalpuram
Naranammalpuram es una ciudad y nagar Panchayat situada en el distrito de Tirunelveli en el estado de Tamil Nadu (India). Su población es de 17094 habitantes (2011). Se encuentra a 6 km de Tirunelveli y a 55 km de Thoothukudi.

## Demografía
Según el censo de 2011 la población de Naranammalpuram era de 17094 habitantes, de los cuales 8534 eran hombres y 8560 eran mujeres. Naranammalpuram tiene una tasa media de alfabetización del 85,86%, superior a la media estatal del 80,09%: la alfabetización masculina es del 91,92%, y la alfabetización femenina del 79,79%.